# Sandra Ventura Pérez
Sandra Ventura Pérez (Salt, Gironès, 6 de juny de 1972) és una exjugadora i entrenadora de bàsquet catalana.
Escorta, es formà al Club Bàsquet Salt i en categoria juvenil s'incorporà al GEiEG, on hi desenvolupà tota la seva carrera esporitva.. Entre d'altres èxits, guanyà un campionat d'Espanya juvenil (1990), anotant 16 punts a la final, i amb el primer equip competi a la Lliga Femenina 2 (2001-03). També dirigí les categories inferiors del GEiEG i, després de la seva retirada esportiva, fou la responsable de la secció de bàsquet. Posterioriment, fou entrenadora del Club Bàsquet Banyoles, on assolí l'ascens a la Copa Catalunya femenina. Forma part de l’àrea tècnica de la Territorial de Girona de la Federació Catalana de Basquetbol.